# Медісон (Вірджинія)
Медісон (англ. Madison) — місто (англ. town) в США, в окрузі Медісон штату Вірджинія. Населення — 205 осіб (2020).

## Географія
Медісон розташований за координатами 38°22′44″ пн. ш. 78°15′31″ зх. д. / 38.37889° пн. ш. 78.25861° зх. д. (38.378995, -78.258618).  За даними Бюро перепису населення США в 2010 році місто мало площу 0,54 км², уся площа — суходіл. В 2017 році площа становила 0,61 км², уся площа — суходіл.

## Демографія
Згідно з переписом 2010 року, у місті мешкало 229 осіб у 87 домогосподарствах у складі 54 родин. Густота населення становила 423 особи/км².  Було 107 помешкань (198/км²).
Расовий склад населення:
| - 73,4 % — білих - 18,3 % — чорних або афроамериканців - 1,7 % — корінних американців |

До двох чи більше рас належало 6,6 %. Частка іспаномовних становила 0,9 % від усіх жителів.
За віковим діапазоном населення розподілялося таким чином: 27,1 % — особи молодші 18 років, 58,5 % — особи у віці 18—64 років, 14,4 % — особи у віці 65 років та старші. Медіана віку мешканця становила 40,1 року. На 100 осіб жіночої статі у місті припадало 97,4 чоловіків;  на 100 жінок у віці від 18 років та старших — 92,0 чоловіків також старших 18 років.
Середній дохід на одне домашнє господарство  становив 45 619 доларів США (медіана — 33 750), а середній дохід на одну сім'ю — 51 912 долари (медіана — 40 417). За межею бідності перебувало 24,2 % осіб, у тому числі 16,0 % дітей у віці до 18 років та 0,0 % осіб у віці 65 років та старших.
Цивільне працевлаштоване населення становило 72 особи. Основні галузі зайнятості: освіта, охорона здоров'я та соціальна допомога — 22,2 %, науковці, спеціалісти, менеджери — 18,1 %, виробництво — 16,7 %, будівництво — 16,7 %.

## Персоналії
- Кім Кобб (нар. 1974) — американська кліматологиня.